# Guangzhou International Women's Open 2012
Guangzhou International Women's Open 2012 er en professionel tennisturnering for kvinder, der blev spillet udendørs på Hardcourt. Det var den 9. udgave af turneringen, som er en del af WTA Tour 2012. Turneringen blev afviklet i Guangzhou, Kina fra den 17. september til 23. september, 2012.

## Finaler

### Single
- Hsieh Su-wei def.  Laura Robson, 6–3, 5–7, 6–4.

### Double
- Tamarine Tanasugarn /  Zhang Shuai def.  Jarmila Gajdošová /  Monica Niculescu,  2–6, 6–2, [10–8].